# Elon John Farnsworth

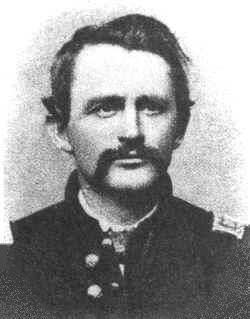
Elon John Farnsworth

Elon John Farnsworth (* 30. Juli 1837 in Green Oak, Livingston County, Michigan; † 3. Juli 1863 während der Schlacht von Gettysburg, Pennsylvania) war ein US-amerikanischer Brigadegeneral der US-Army im Sezessionskrieg.

## Leben
Farnsworth war ein Neffe von John F. Farnsworth, der ebenfalls Brigadegeneral der Nordstaaten sowie republikanisches Mitglied des US-Repräsentantenhauses für Illinois war, und studierte nach dem Besuch öffentlicher Schulen ein Jahr lang an der University of Michigan.
1858 brach er sein Studium ab und trat in die US Army ein, in der er zunächst als Mitarbeiter im Amt des Quartiermeisters während des Utah-Krieges gegen die Mormonen in den Rocky Mountains diente. Im Anschluss befasste er sich mit der Jagd nach Büffeln und dem Transport von Frachtgütern zur Versorgung der neu entdeckten Bergwerke am Pikes Peak.
Zu Beginn des Sezessionskrieges wurde er 1861 stellvertretender Quartiermeister des 8. Kavallerieregiments von Illinois, das zu dem Zeitpunkt von seinem Onkel aufgebaut wurde. Bald darauf wurde er zum Hauptmann befördert und nahm als solcher an allen Schlachten während des Halbinsel-Feldzuges teil sowie an den von General John Pope geführten Feldzügen. Im Mai 1863 wurde er Assistent von General Alfred Pleasonton und am 29. Juni 1863 im Alter von knapp 26 Jahren selbst zusammen mit Wesley Merritt und George Armstrong Custer zum Brigadegeneral befördert. Vier Tage nach der Beförderung fiel er am letzten Tag der Schlacht von Gettysburg. Zuvor hatte er vehement gegen den Befehl an seinen Divisionskommandeur Hugh Judson Kilpatrick, einen Kavallerieangriff gegen die rechte Flanke der Konföderation durchzuführen, protestiert.